# 赫爾斯島
赫爾斯島是冰島的島嶼，位於該國西部法赫薩灣海域，距離博爾加內斯20公里，面積5.5平方公里，最高點海拔高度12米，島上的教堂建於1896年，島上無人居住。